# Flughafen Kuusamo

i8
i11
i13
Der Flughafen Kuusamo (IATA-Code: KAO, ICAO-Code: EFKS) befindet sich 6 km nordöstlich des Stadtzentrums von Kuusamo und wurde im Jahre 1969 fertiggestellt.